# بطنيات القدم الجديدة
بطنيات القدم الجديدة (الاسم العلمي: Neogastropoda)، فرع حيوي من الرخويات بطنيات القدم، وهي عبارة عن قواقع تعيش في المياه العذبة.